# Sākhasī Tappeh
Sākhasī Tappeh (persiska: ساخسی‌تپه, ساخَسی‌تَپِّه) är en ort i Iran.   Den ligger i provinsen Västazarbaijan, i den nordvästra delen av landet, 500 km väster om huvudstaden Teheran. Sākhasī Tappeh ligger 1 291 meter över havet och antalet invånare är 259.
Terrängen runt Sākhasī Tappeh är platt åt nordväst, men åt sydost är den kuperad.Runt Sākhasī Tappeh är det ganska tätbefolkat, med 67 invånare per kvadratkilometer. Närmaste större samhälle är Naqadeh, 10,8 km väster om Sākhasī Tappeh. Trakten runt Sākhasī Tappeh består i huvudsak av gräsmarker.